# Copelatus imasakai
Copelatus imasakai är en skalbaggsart som beskrevs av Masafumi Matsui och Kitayama 2000. Copelatus imasakai ingår i släktet Copelatus och familjen dykare. Inga underarter finns listade i Catalogue of Life.